# Johannes von Watteville

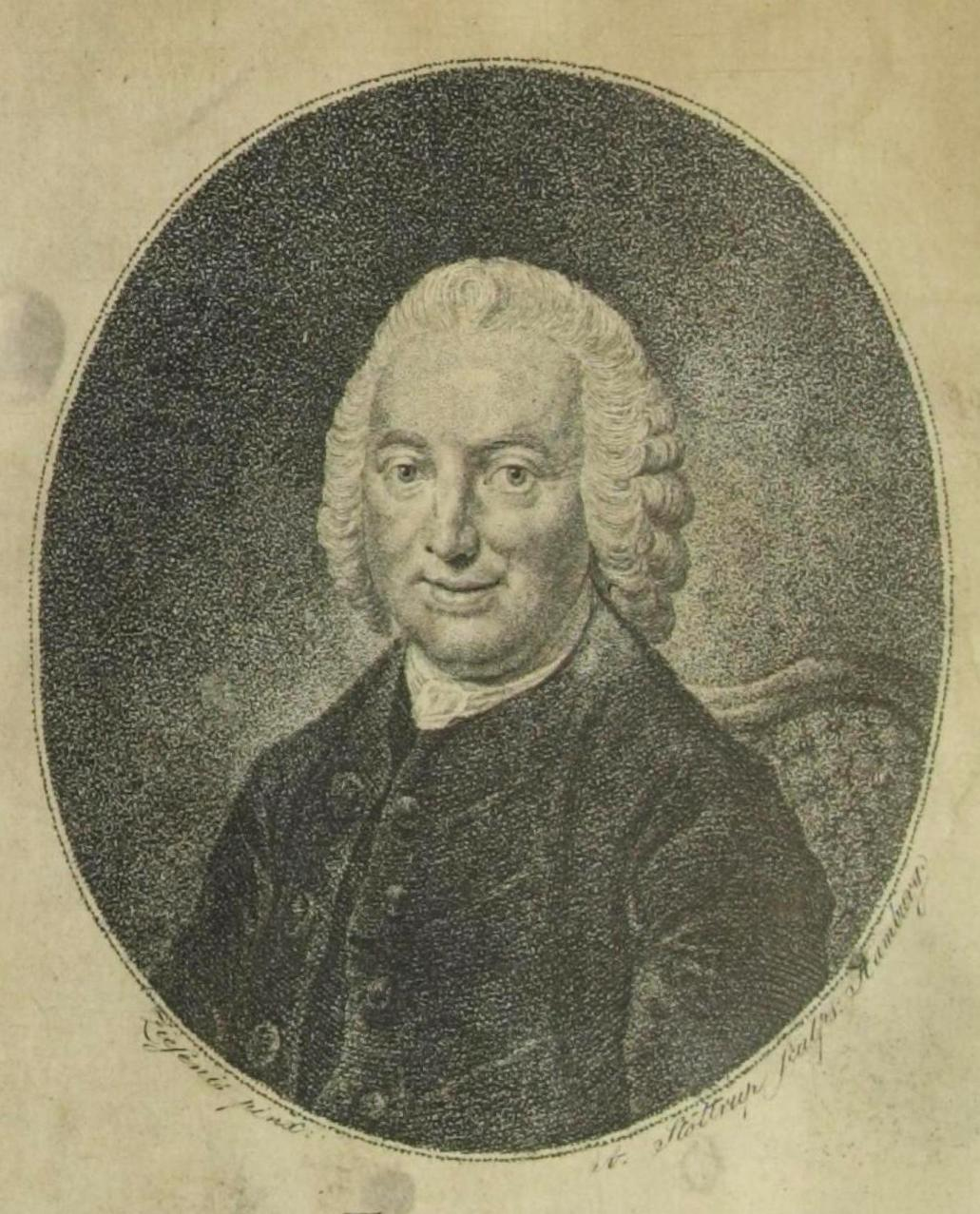
Bischof Johannes Baron von Watteville

Johannes Baron von Watteville (* 18. Oktober 1718 in Walschleben, Thüringen; † 11. Oktober 1788 in Gnadenfrei in Schlesien, heute: Polen) war ein deutscher evangelischer Geistlicher, Bischof und Missionar der Herrnhuter Brüdergemeine, deren höchster Vertreter nach dem Tod des Grafen Nikolaus Ludwig von Zinzendorf er wurde. Er ist auch als Kirchenlieddichter bekannt.

## Leben
Geboren als Johann Michael Langguth, war er der Sohn des Predigers Johann Michael Langguth und seiner Frau Anna Elizabeth Langguth. Über seine Kindheit und Jugend ist wenig überliefert.
Während seines Theologiestudiums ab 1735 in Jena lernte er den pietistisch gesinnten Grafen Nikolaus Ludwig von Zinzendorf kennen, und er wurde 1737 Lehrer von dessen Sohn Christian Renatus von Zinzendorf. Er trat einem von August Gottlieb Spangenberg gegründeten Studentenverein bei, der von Bruder Nitschmann geleitet wurde. 1738 reiste er nach Berlin, wo er die öffentlichen Reden Zinzendorfs, die rege besucht wurden, aufzeichnete und für den Druck vorbereitete. Von ihm wurde er 1739 als Prediger der Brüdergemeine in Marienborn ausgewählt, wo er mit seinen vierzig Mitbrüdern ein erstes theologisches Seminar gründete. Bereits am 25. Oktober des gleichen Jahres wurde er in das Amt des Ältesten und Helfers des ledigen Brüderchors in der jungen Gemeine im Herrnhaag berufen. Dieses Amt schloss auch die Beteiligung an den Synoden von Gotha und Marienborn ein, wo er als einziger Protokollist tätig war und wichtige Dienste leistete. 1741 war er für die Brüdergemeine in Herrnhut tätig, denn Zinzendorf war auf einer Missionsreise nach Amerika. Von Herrnhut aus war er an der Gründung weiterer Brüdergemeinen in Schlesien beteiligt: Gnadenberg, Gnadenfrei und Neufalz. Am 17. November 1741 wurde er in Gnadenfrei zum Coepiscopus Zinzendorfs geweiht, ein Jahr später an der Synode in Marienborn als persönlicher Gehilfe und Sekretär Zinzendorfs bestätigt.
Am 5. Juli 1745 wurde er von Friedrich von Wattenwyl adoptiert, wodurch er den Titel Freiherr oder Baron von Watteville erhielt, was formell durch ein Diplom des Reichsvikariats in München bestätigt wurde. Am 20. Mai 1746 heiratete er im niederländischen Zeist Benigna Justine Zinzendorf, die Tochter von Nikolaus Ludwig von Zinzendorf. Nach der Hochzeit ging das Ehepaar nach England, und es folgten viele Visitationsreisen im Auftrag Zinzendorfs. Am 4. Juni 1747 wurde er zum Bischof geweiht.
In den darauffolgenden Jahren reiste das Ehepaar als Besucher und Unterstützer der Indianer-Missionare nach Nordamerika (1748 bis 1749), nach Saint Thomas, Saint Croix und Saint John in Dänisch-Westindien und 1752 nach Grönland. Die Inuits gaben ihm den Namen Assarock, was Liebhaber bedeutet.
1784 unternahm er eine letzte Visitationsreise nach Amerika, wo er wegen Stürmen auf Saint Thomas überwintern musste. Ein Schiffbruch nahe der Insel Barbuda verzögerte die Reise zu den Missionaren in Antigua weiter. Nächste Stationen waren die Siedlungen der Brüdergemeine in Pennsylvania und North Carolina, wo er drei Jahre blieb. Während dieser Zeit starben seine beiden Söhne, Johann Ludwig in Tranquebar, im Osten Indiens, und Christian Friedrich im Brüderseminar in Barby.
Nach der Rückkehr nach Herrnhut war er nur noch kurz als Direktionsmitglied er Brüdergemeine tätig, und er siedelte nach Gnadenfrei in Schlesien über, wo er am 7. oder 11. Oktober 1788, je nach Quellen, starb. Seine Ehefrau starb nur sieben Monate später am 21. Mai 1789.

### Christingle
Bei einem Gottesdienst in Marienborn am 20. Dezember 1747 gab Bischof Johannes von Watteville jedem Kind in seiner Kirche eine Kerze auf einer Orange eingewickelt in ein rotes Band mit dem Gebet „Herr Jesus, entfache eine Flamme in diesem lieben Kinderherzen“. Daraus entstand die Tradition des Christingle in den Brüdergemeinen auf der ganzen Welt, um die Liebe Jesu zu veranschaulichen.

## Kirchenlieder
Johannes von Wattewille schrieb etliche Kirchenlieder für Herrnhuter Brüdergesangbuch, einige davon wurden auch ins Englische übersetzt.
- Bleib' mir, o Lamm! bleib' immer.
- Die Gnade des Herrn Jesu Christ.
  - The grace of our Lord Jesus Christ, The love of God, so highly prized.
- Mein Wohlergehn im Herzen.
- Niemals hab' ich jemand noch schmählicher betrübet.
- O du Mann voll Schmerz.
- Solche Leute will der König haben.
- Unsers Lammes Wunden und der offne Seitenschrein.